# Tye Green
Tye Green är en by i Essex i England. Byn ligger 15,4 km från Chelmsford. Orten har 1 125 invånare (2015).